# Landeryd
För andra betydelser, se Landeryd (olika betydelser).
Landeryd är en tätort i Långaryds distrikt (Långaryds socken) i Hylte kommun i Hallands län (Småland).

## Historia
Järnvägslinjen mellan Halmstad och Värnamo öppnade 1877. Landeryd blev en hållplats. Banan mellan Halmstad och Nässjö blev i sin helhet färdig för trafik 1882 och i Landeryd byggdes en mindre station. Efter det utvecklades successivt Landeryd till ett stationssamhälle. När sedan Landeryd blev ändstation för Västra Centralbanan år 1906 blev orten en järnvägsknut och Landeryds station invigdes. Efter 1906 utvecklades samhället kraftigt beroende på ökad godshantering och resenärernas behov.

Västra Centralbanan ledde norrut till Ulricehamn och Falköping men är nu till största delen nedlagd. Järnvägslinjen Halmstad–Nässjö trafikeras fortfarande av gods- och persontåg.

### Befolkningsutveckling
| Befolkningsutvecklingen i Landeryd 1960–2020 | Befolkningsutvecklingen i Landeryd 1960–2020 | Befolkningsutvecklingen i Landeryd 1960–2020 | Befolkningsutvecklingen i Landeryd 1960–2020 | Befolkningsutvecklingen i Landeryd 1960–2020 |
| -------------------------------------------- | -------------------------------------------- | -------------------------------------------- | -------------------------------------------- | -------------------------------------------- |
|                                              |                                              |                                              |                                              |                                              |
| År                                           |                                              |                                              | Folkmängd                                    | Areal (ha)                                   |
| 1960                                         | 1960                                         |                                              | 481                                          |                                              |
| 1965                                         | 1965                                         |                                              | 476                                          |                                              |
| 1970                                         | 1970                                         |                                              | 436                                          |                                              |
| 1975                                         | 1975                                         |                                              | 412                                          |                                              |
| 1980                                         | 1980                                         |                                              | 427                                          |                                              |
| 1990                                         | 1990                                         |                                              | 474                                          | 80                                           |
| 1995                                         | 1995                                         |                                              | 405                                          | 80                                           |
| 2000                                         | 2000                                         |                                              | 398                                          | 80                                           |
| 2005                                         | 2005                                         |                                              | 372                                          | 80                                           |
| 2010                                         | 2010                                         |                                              | 367                                          | 80                                           |
| 2015                                         | 2015                                         |                                              | 404                                          | 86                                           |
| 2020                                         | 2020                                         |                                              | 393                                          | 85                                           |
|                                              |                                              |                                              |                                              |                                              |

## Samhället
Landeryd har skola, järnvägsmuseum, kyrka, lunchrestaurang samt ett tiotal företag/industrier varav Esskå metall och Preconal nämns. År 2018 förklarades Landeryds station från 1906 som statligt byggnadsminne. 
I västra delen av samhället finns Landeryds kyrka som tillhör Långaryds församling, i Växjö stift.

## Föreningar
Föreningen Landeryds Järnvägsmuseum har som huvuduppgift att bevara och utveckla Landeryds stationsmiljö som att bedriva trafik med museala järnvägsfordon, främst med anknytning till Hallands län och forna HNJ. Föreningen bildades 2004.

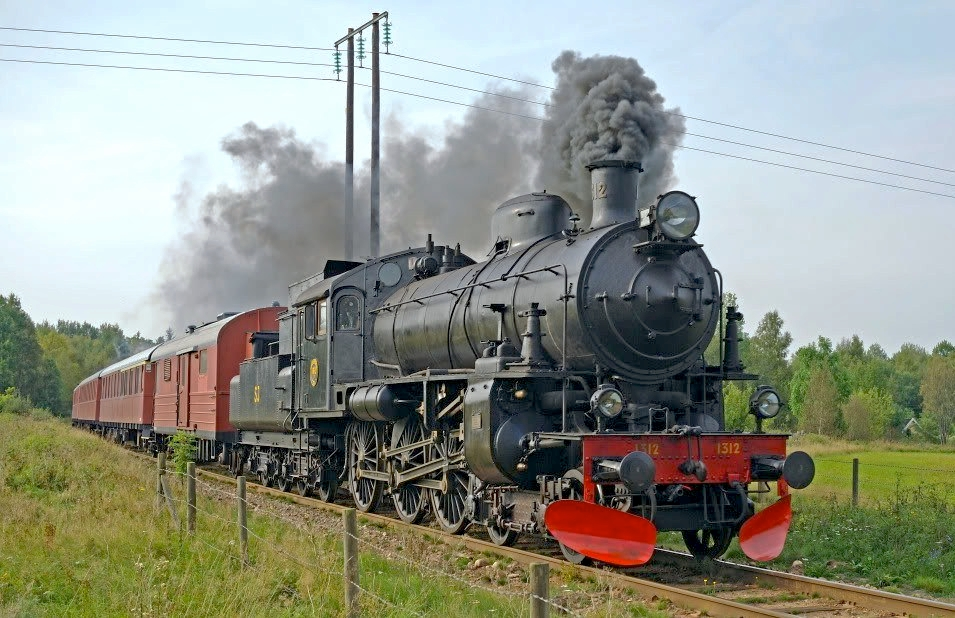
Landeryds Järnvägsförenings eget B 1312-tåg på väg mot Smålandsstenar